# 水中雅章
水中雅章（日语：／ Mizunaka Masaaki，1990年1月20日—）是日本的男性聲優。山口縣出身。Production baobab所屬。

## 人物
在看了《歡樂滿屋》的外語配音後開始對聲優產生興趣，並到廣島的專門學校學習兩年。
和聲優酒井廣大是好友。

## 演出作品
※粗體字為主要角色。

### 電視動畫
2014年
- 多米英雄烈火拯救隊（修隊員）
- 偽戀（男學生）
- 名偵探柯南（救急隊員）

2015年
- 排球少年！！ 第2期（秋保和光）
- 新我們這一家（漫畫中的帥哥）
- 勇敢節拍（田徑俱樂部的老師、克雷歐）

2016年
- 新我們這一家（年輕人）
- 忍者亂太郎（布袋茸城忍者）
- B-PROJECT～鼓動＊Ambitious～（攝影工作人員）
- 發條精靈戰記 天鏡的極北之星（席辛迪）
- HEYBOT!（ギャクラン、ジャー・モジモジ）
- 機動戰士GUNDAM 鐵血的孤兒（鐵華團團員）
- 漂流武士（卡爾內阿德斯兵）
- Lostorage incited WIXOSS（男學生、男、男高中生）

2017年
- 愛麗絲與藏六（部下、情侶、店員、保鑣）
- 在地下城尋求邂逅是否搞錯了什麼 外傳 劍姬神聖譚（鍛冶師）
- Re:CREATORS（隊員）
- 歡迎來到實力至上主義的教室（龍園翔[3]）
- 將國戡亂記（乘組員C、親兵、帝國兵）
- 哆啦A夢（男）
- 泥鯨之子們在沙地上歌唱（男）
- 蠟筆小新（工作人員A、外送人員B）

2018年
- 銀魂.（解放軍F、忍B）
- 霸穹 封神演義（黃龍真人）
- 齊木楠雄的災難 第2期（男學生D）
- 極道超女（吉他）
- 刀劍神域外傳Gun Gale Online（勒克斯）
- 異世界魔王與召喚少女的奴隸魔術（迪亞布羅[4]）
- 暮光幻影（部下B）
- 青春豬頭少年不會夢到兔女郎學姊（前澤陽介）

2019年
- 南無阿彌陀佛!-蓮台 UTENA-（帝釋天）
- 文豪Stray Dogs 第3期（白瀨）
- 超人高中生們即便在異世界也能從容生存！（巴納德）

2020年
- 達爾文遊戲（時雨）
- 籃球少年王（宇佐美廣志）
- 在地下城尋求邂逅是否搞錯了什麼III（里德）
- 大貴族（烏洛卡伊·阿格拜仁）

2021年
- 比方說，這是個出身魔王關附近的少年在新手村生活的故事（賽蓮的父親〈羅賓〉）
- 花樣滑冰Stars（蓮城琉衣）
- 堀與宮村（澤田的哥哥）
- 異世界魔王與召喚少女的奴隸魔術Ω（迪亞布羅[5]）
- 東京復仇者（場地圭介）
- 現實主義勇者的王國重建記（邦喬·帕納可達）
- 關於我轉生變成史萊姆這檔事 第2期（羅伊·瓦倫泰）
- 逆轉世界的電池少女（前輩牛郎）
- 境界戰機（龐廣）
- 無職轉生～到了異世界就拿出真本事～（格拉維爾·札芬恩·阿斯拉）
- 86－不存在的戰區－（扎法爾·伊迪那洛克）
- 艾梅洛閣下II世事件簿 -魔眼蒐集列車 Grace note- 特別篇（維納·帕金斯）

2022年
- 派對咖孔明（經紀人）
- 魔法使黎明期（神父[6]）
- 這個僧侶有夠煩（殭屍）
- 歡迎來到實力至上主義的教室 2nd Season（龍園翔[7]）
- 打工吧！！魔王大人（大學生）
- 後宮之烏（夏高峻[8]）
- 黃金神威（有古一等卒[9]）
- 呆萌酷男孩（先輩B）
- 闇影詩章F（帝父）

2023年
- Sugar Apple Fairy Tale（夏爾·斐恩·夏爾[10]）
- Buddy Daddies 殺手奶爸（黑道幹部）
- 東京復仇者 聖夜決戰篇（場地圭介）
- 在地下城尋求邂逅是否搞錯了什麼IV（里德）
- 阿魯斯的巨獸（克魯涅斯[11]）
- 女神咖啡廳（粕壁隼[12]）
- 藍色管弦樂（男學生）
- 為美好的世界獻上爆焰！（冒險者）
- 無職轉生II～到了異世界就拿出真本事～（格拉維爾·札芬恩·阿斯拉）
- 死神少爺與黑女僕 第2期（座長[13]）
- BLEACH 千年血戰篇 訣別譚（技術開發局局員）
- 獻祭公主與獸王（格萊普尼爾[14]）
- 神劍闖江湖－明治劍客浪漫譚－（長岡幹雄）
- 家裡蹲吸血姬的鬱悶（貝里烏斯·以諾·凱爾貝洛[15]）
- 東京復仇者 天竺篇（場地圭介）
- 烈焰先鋒 救國的橘衣消防員（消防車隊員、署內放送）

2024年
- 婚戒物語（傑德）
- 歡迎來到實力至上主義的教室 3rd Season（龍園翔[16]）
- 月刊妄想科學（渥美誠一郎）
- 肌肉魔法使-MASHLE- 神覺者候補選拔試驗篇（奈克羅斯·曼斯）
- 關於我轉生變成史萊姆這檔事 第3期（羅伊·瓦倫泰）
- WIND BREAKER—防風少年—（有馬雪成[17]）
- 死神少爺與黑女僕 第3期（座長）
- 女神咖啡廳 第2期（粕壁隼[18]））
- 靠廢柴技能【狀態異常】成為最強的我將蹂躪一切（桐原拓斗[19]）
- 杖與劍的魔劍譚（席翁·亞爾斯塔[20]）
- 卡片戰鬥!! 先導者 Divinez Season2（黒崎京麻[21]）
- 一兆＄遊戲（長瀨[22]）
- 刀劍神域外傳Gun Gale Online II（勒克斯）
- 當不成魔法師的女孩（托朗·埃曼莎）
- 村井之戀（田中真雄[23]）
- 再見龍生，你好人生（蓋歐路德[24]）
- 魔王2099（基魯諾爾）

2025年
- Re:從零開始的異世界生活 3rd season（弗萊巴爾）
- SAKAMOTO DAYS 坂本日常（無糖[25]）
- 男女之間存在純友情嗎？（不，不存在！）（犬塚雲雀[26]）
- 瞬間治癒卻被當成廢物踢出隊伍的天才治療師，改當無照治療師快樂過活（阿斯通[27]）
- 直至魔女消逝（沃夫）
- GACHIAKUTA（使徒）
- NYAIGHT OF THE LIVING CAT 活屍貓之夜（九那岐[28]）
- 貫徹輔助魔法支援弱小隊友的宮廷魔法師，慘遭驅逐後目標成為最強冒險者（オーネスト・レイン[29]）
- 王者天下6（卡塔利[30]）

### 劇場動畫
2024年
- Code Geass 奪還的Roze（迪波克·梅爾泰[31]）

### 遊戲
2016年
- 轉轉小怪獸
- 轉轉召喚：魔法齒輪（芬恩）
- 垃圾男友！！
- 奇想之戰（最強女僕莉莉[32]、亞歷克斯、阿薩辛零）

2017年
- 幻想少女（趙雲、張紘[33]）
- 騎士編年史（哈卡茲、阿爾提歐）

2019年
- Fire Emblem Heroes（路特加）

2022年
- 新楓之谷（米哈逸）

2024年
- 三國志8 REMAKE（趙雲）

2025年
- 饿狼传说 群狼之城 （克里斯蒂亚诺·罗纳尔多）
- 碧藍幻想 Versus -RISING-（維爾納斯）

時期未定
- 消滅都市2（黑大衣1）
- 龍族獵人COOP[34]
- 魔法氣泡！！Quest（艾德卡、瓦哈特）

### 外語配音

#### 電影
- 戰爭機器（安迪·穆恩）
- 以你的名字呼喚我（派對男子3[35]）
- 星光繼承者（道格）
- 布萊克一家（安迪）

#### 電視劇
- 好女孩的反抗（加布）
- 謀殺（警備員、男性教師、看守、男性記者）
- 藍海暮色（薩普）
- 漢娜的遺言（柴克·戴姆普西）
- 活屍末日（安瑟爾·帕帕）
- 灣畔傾情（大衛）

#### 動畫
- 終極蜘蛛俠

### 數位漫畫
- Com!cFesta動畫ZONE「還有一秒吻上你」（2017年4月28日－、若葉曜[36]）

## 外部連結
- 事務所官方簡歷 （页面存档备份，存于）（日語）
- 水中雅章的X（前Twitter）（日語）